# Zhuge Ke
Zhuge Ke (? - 253.), stilsko ime Yuanxun (元遜) bio je kineski vojskovođa i političar iz doba Tri kraljevstva, koji je postao regent države Istočni Wu. Bio je sin Zhuge Jina, ministra na dvoru Istočnog Wua, kao i nećak Zhuge Lianga, znamenitog državnika u službi Shu Hana. Godine 245. je naslijedio Lu Xuna na mjestu premijera, a nakon smrti cara Sun Quana, Zhuge Ke je postao regent njegovom malodobnom sinu Sun Liangu. Regenstvo je bilo neuspješno, prije svega zbog Zhuge Keove arogancije i lakomislenosti koja je dovela do katastrofalnog poraza u pohodu na sjevernu državu Cao Wei. Godine 253. je Zhuge Ke je zajedno s obiteljom ubijen u dvorskom puču.